# Olaine
Olaine  ( hør) er en by i landsdelen Vidzeme i det centrale Letland. Byen har 9.908 (2024) indbyggere og fik byrettigheder i 1967.
Byens historie er tæt knyttet til en tørvemose, hvor udgravninger påbegyndtes i 1940. Før Letlands selvstændighed i 1918 var byen også kendt på sit tyske navn Olai.

## Historie
Byens navn kommer fra Sankt Olai Kirke (svensk: Sankt Olai kyrka), opkaldt efter Sankt Olav, der blev opført ved floden Olaine, en biflod til floden Misa, under svensk styre i 1600-tallet. Kirken lå, hvor der nu er en gammel kirkegård i det der i dag er landsbyen Jaunolaine ("Ny Olaine"), ca. 2 kilometer nord for det moderne Olaine.
I 1868 åbnede jernbanestationen "Olai" på jernbanen Riga-Jelgava.
Efter Letlands selvstændighed blev navnet "Olai" ændret til "Olaine" i 1919, i lighed med andre tyske stednavne overalt i Letland.
Olaine fik byrettigheder i 1967.